# Eurodistrict

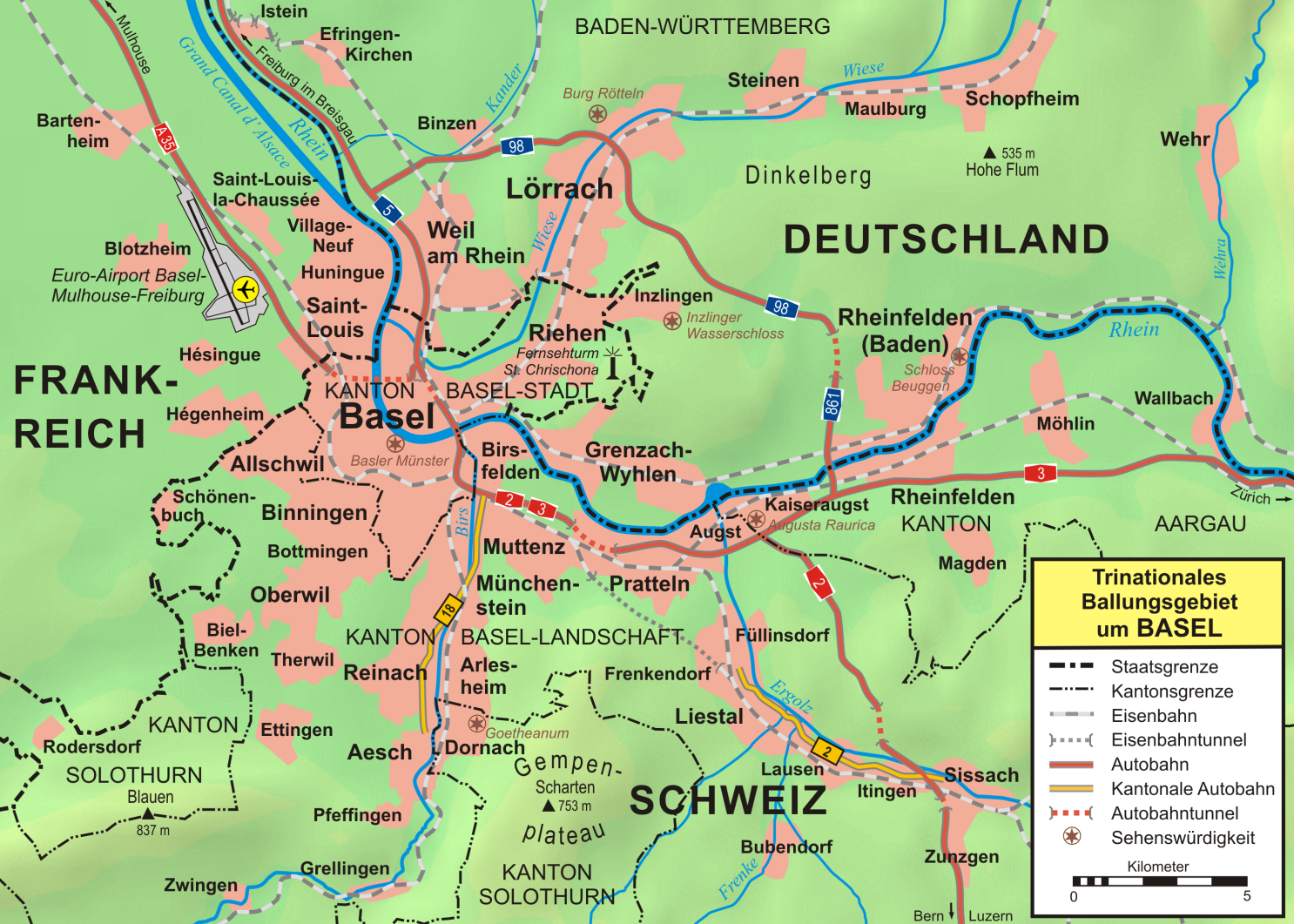
Eurodistrict bij Bazel, Zwitserland

Een Eurodistrict is een Europese administratieve entiteit die een stedelijke agglomeratie omvat die over de grens van twee of meerdere staten heen loopt. Een eurodistrict biedt een samenwerkings- en integratieprogramma voor de betrokken steden of gemeentes: bijvoorbeeld de verbetering van transportverbindingen voor de mensen die wonen en werken in de verschillende zijden van de landsgrens. Daarnaast geeft het een trans-nationale regionale identiteit aan de betrokken regios en representeert het een verdere Europese integratie.
De eerste Eurodistricten die gevormd werden of in de nabije toekomst gevormd zullen worden zijn:
- Eurometropool Rijsel-Kortrijk-Doornik (een Frans-Belgische Eurometropool), officieel geïnstalleerd op 28 januari 2008[1]
- Strasbourg-Kehl-Offenburg (Straatsburg-Kehl-Offenburg), officieel gevormd op 17 oktober 2005, onder de naam Strasbourg-Ortenau Eurodistrict.
- het Freiburg-Alsace Eurodistrict (Freiburg im Breisgau-Elzas)
- Saar-Moselle (Saarland-Moezel)
- Basel-Lörrach-St. Louis-Weil am Rhein (Bazel-Lörrach-Saint-Louis-Weil am Rhein)

Een Eurodistrict kan gevestigd worden :
- door een eenvoudige overeenkomst over gemeenschappelijke projecten in de regio;
- op een meer geïnstitutionaliseerde manier door een plaatselijke associatie voor grensoverschrijdende samenwerking (in Frans: groupement local de coopération transfrontalière of GLCT), die plannen voor grensoverschrijdende samenwerking tussen steden of gemeenten kan opmaken;
- met een nog grotere institutionalsiatiegraad, namelijke met structuren die een vorm van macht omvat die verkozen wordt door alle districtinwoners. Dat heeft constitutionele implicaties voor de individuele landen die betrokken zijn, waarmee men rekening dient te houden wanneer er overeenkomsten worden opgemaakt.

Er dient opgemerkt te worden dat er voor grensoverschrijdende samenwerking tussen regio's ook methodes bestaan als euroregio's die parallel naast de eurodistricten bestaat. Een eurodistrict kan zich bovendien binnenin een euroregio bevinden en er zelfs bepaalde verbindingen mee hebben.
De term eurodistrict is vrij nieuw  en werd nog niet gedefinieerd door organisaties als de Raad van Europa of de Europese Unie.